# Снежина (село)
Снежина (болг. Снѐжина) — село в Болгарии. Находится в Варненской области, входит в общину Провадия. Население составляет 545 человек.

## Политическая ситуация
В местном кметстве Снежина, в состав которого входит Снежина, должность кмета (старосты) исполняет Христо Иванов Радоев (Болгарская социалистическая партия (БСП)) по результатам выборов правления кметства.
Кмет (мэр) общины Провадия — Георги Стоянов Янев (ДНГ) по результатам выборов в правление общины.